# Muara Mansao
Muara Mansao is een bestuurslaag in het regentschap Sarolangun van de provincie Jambi, Indonesië. Muara Mansao telt 1211 inwoners (volkstelling 2010).